# 안드레아 코스타 (축구 선수)
안드레아 코스타(이탈리아어: Andrea Costa, 1986년 2월 1일, 이탈리아 레조 에밀리아 ~ )는 이탈리아의 전 축구 선수로 현재 레자나 U-17 팀의 코치를 맡고 있다.

## 경력
코스타는 그의 프로선수 경력을 세리에 C1에 있던 레기아나에서 시작했다. 2003년 여름에 볼로냐 FC와 계약을 맺었지만 레자나에서 16경기에 출전해 다음 시즌에 주전 스쿼드에 포함되었다.
볼로냐가 2004년에 강등당하자 안드레아 코스타는 1군에 들어가게 됐고 세리에 B에서 43경기를 소화했다.
2008년 1월 31일에 세리에 A에 있던 레지나 칼초와 계약을 맺었다.
2009년 3월 2일에 레지나는 중요한 경기를 치르게 됐는데, 이 경기에서 안드레아 코스타는 스스로 혀를 씹었고 병원에 실려갔다.